# ATE IVc
Die ATE IVc waren vierfach gekuppelte Güterzug-Schlepptenderlokomotiven der k.k. priv. Aussig-Teplitzer Eisenbahn.

## Geschichte
Genau wie die zuvor beschaffte ATE IVb waren die ATE IVc vor allem für die Zugförderung auf der 1899 fertiggestellten Nordböhmischen Transversalbahn zwischen Teplitz und Reichenberg vorgesehen. Dank ihrer vergrößerten Treibräder waren die neuen Lokomotiven mit ihrer Höchstgeschwindigkeit von 50 km/h sowohl vor Güter- als auch Personenzügen einsetzbar. Die Wiener Neustädter Lokomotivfabrik fertigte in den Jahren 1899 bis 1910 insgesamt 22 Lokomotiven mit den Bahnnummern 111 bis 132.
Nach der Verstaatlichung der ATE (1924) erhielten die Lokomotiven von den  Tschechoslowakischen Staatsbahnen ČSD die neue Reihenbezeichnung 413.2.
Nach der Angliederung des Sudetenlandes an Deutschland im Herbst 1938 gelangten alle 22 Lokomotiven in den Bestand der Deutschen Reichsbahn. Sie erhielten dort die Betriebsnummern 55 6001 bis 6022.
Nach 1945 kamen die Maschinen wieder zur ČSD, wo sie auch weiterhin auf ihren Stammstrecken zum Einsatz kamen. Erst 1964 wurde die letzte Lokomotive ausgemustert. Von den ATE IVc blieb keine Lokomotive museal erhalten.